# Josef Stöhrer

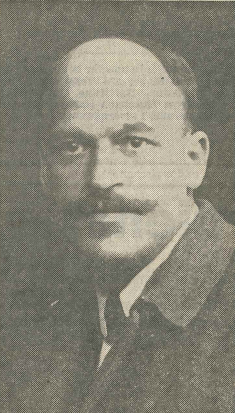
Josef Stöhrer

Josef Stöhrer (* 22. Juni 1883 in Ettlingen; † 20. Juni 1931 ebenda) war ein deutscher Gewerkschafter und Politiker.

## Leben
Josef Stöhrer entstammte einer Arbeiterfamilie, deren Wurzeln sich in Ettlingen bis zur Zerstörung der Stadt in 1689 zurückverfolgen lassen. Nach einer Lehre als Maler fand er über das Eisenbahnausbesserungswerk in Karlsruhe seinen Weg in die Gewerkschaft und die sozialdemokratische Partei.
Auf Grund seiner regen Mitarbeit wurde er 1912, als drittes sozialdemokratisches Mitglied, in den Bürgerausschuss der Stadt Ettlingen gewählt.
Nachdem er verwundet aus dem Ersten Weltkrieg heimgekehrt war, wurde er Mitglied des Gemeinderates in Ettlingen und 1919 Mitglied des Arbeiter- und Soldatenrates.
1924 forcierte er als örtlicher SPD-Vorsitzender die Gründung eines Ortsvereins der Arbeiterwohlfahrt und wurde auch deren erster Vorsitzender.
1926 wurde er zum ersten Bürgermeister-Stellvertreter gewählt und hieß in dieser Zeit auch den Erzbischof von New Orleans, Francis J. Rummel, in der Stadt willkommen.
Am 20. Juni 1931 verstarb Josef Stöhrer mit nur 48 Jahren an einer Krankheit.

## Nachwirken
Zahlreiche Zeitungen wie die Badischen Neusten Nachrichten, der Volksfreund, der Badische Landsmann und der Mittelbadische Kurier druckten Nachrufe zu seinem Tod.
Nach dem Ende des Nationalsozialismus wurde die Sudetenstraße in Ettlingen in Josef-Stöhrer-Weg umbenannt.